# ディアーディアー
『ディアーディアー』は、2015年の日本のドラマ映画。菊地健雄の初長編監督作品である。中村ゆり、斉藤陽一郎、桐生コウジが主演を務める。菊地の出身地である栃木県足利市を舞台としている。
第39回モントリオール世界映画祭にて上映される。日本では、2015年10月24日より一般公開される。

## あらすじ
足利市内のとある工場がショッピングモール建設のために立ち退き請求されている。その工場主は危篤状態にあり、長男が跡継ぎに控え、請求を拒絶している。この工場主一家各々の心には、「リョウモウシカ」なる鹿の発見とその失敗をめぐる暗い過去がまとわりついている。
父の危篤の報せを聞いて、離婚係争中の長女と精神を患う次男が帰省し、長女の元恋人・西野や次男の旧友・畠中などの地元の人たちとまた一悶着を起こす。

## キャスト
- 顕子 - 中村ゆり
- 義夫 - 斉藤陽一郎
- 冨士夫 - 桐生コウジ
- タカシ - 染谷将太
- 見物客 - 菊地凛子
- 西野 - 山本剛史
- 清美 - 松本若菜
- 清一 - 柳憂怜
- 畠中 - 政岡泰志
- 加藤 - 佐藤誓

## 評価
- （2015年公開映画ベストテンの次点に挙げた）[6]蓮實重彦「いさぎよい演出には驚嘆する。（中略） あと10分短ければ傑作になりえたであろう」[7]

### 受賞
- 第16回ニッポン・コネクション ニッポン・ヴィジョンズ審査員賞

## 備考
同年に公開された、茨城県水戸市を舞台とした『ローリング』や群馬県を舞台とした『お盆の弟』などと「北関東三部作」と呼ばれることもあったという。